# Lules megye
Lules egy megye Argentína északnyugati részén, Tucumán tartományban. Székhelye Lules.

## Népesség
A megye népessége a közelmúltban a következőképpen változott:
| Év   | Lakosság |
| ---- | -------- |
| 2001 | 57 194   |
| 2010 | 68 474   |